# Keri Chaconas
Keri Chaconas (Washington, 21 dicembre 1974) è un'ex cestista statunitense, professionista nella WNBA.

## Carriera
Ha disputato una stagione con le Washington Mystics.